# Силенос
Свен Атле Копперуд (норв. Sven Atle Kopperud) — норвежский музыкант, гитарист, один из основателей группы Dimmu Borgir, более известный под псевдонимом Silenoz (изначально Erkekjetter Silenoz).

## Биография
Перед тем, как стать музыкантом, Силенос работал в детском саду.
Силенос был гитаристом Dimmu Borgir с момента основания группы. Раньше он выступал под псевдонимом Эркехьеттер Силенос (норв. Erkekjetter Silenoz, в переводе означает Архиеретик Силенос), но позже укоротил его и стал выступать под псевдонимом Силенос (норв. Silenoz). Силенос — автор большинства риффов и мелодий, являющихся неотъемлемой частью звучания группы. Также Силенос является автором текстов и бэк-вокалистом. Его голос можно услышать в песнях с альбомов For All Tid, Stormblåst, Stormblåst MMV и Godless Savage Garden.
Также, Свен Атле Копперуд, под псевдонимом Ed Damnator, играл на гитаре и бас-гитаре в норвежской трэш-метал-группе Nocturnal Breed. В настоящее время также играет на ритм-гитаре в дэт метал-группе «Insidious Disease» вместе с гитаристом Old Man’s Child Джардаром.
В 2012 году Силенос резко изменил свою внешность, решив обрить свои волосы налысо, которые он носил ещё до «Stormblåst».